# Саут-Эль-Монте (Калифорния)
Саут-Эль-Монте (англ. South El Monte) — город в округе Лос-Анджелес в штате Калифорния в Соединённых Штатах Америки.
Согласно данным переписи населения США 2020 года число жителей города 
составляло 20 116 человек, что, для такого небольшого населённого пункта, существенно меньше (− 4.9%), чем было во время предыдущей переписи проводившейся в 2010 году (21 144 человека).

## История
Сообщество впервые официально появилось как город в переписи населения США 1960 года.
В 1975 году город был награждён премией All-America City Award (с англ. — «Всеамериканский город») присуждаемой Национальной гражданской лигой, которую неофициально называют «Нобелевской премией за конструктивное гражданство» и которая выдается за активную гражданскую позицию жителей некорпоративных сообществ Соединённых Штатов в жизни местного самоуправления. 
Новости сообщества предоставляются газетой San Gabriel Valley Tribune.

## География
Город расположен на берегу реки Сан-Гейбриел в долине Сан-Гейбриел.
Согласно данным Бюро переписи населения США, общая площадь города составляет 2,8 квадратных мили (7,4 км2), практически вся она представляет собой сушу.